# 75a Mostra Internacional de Cinema de Venècia

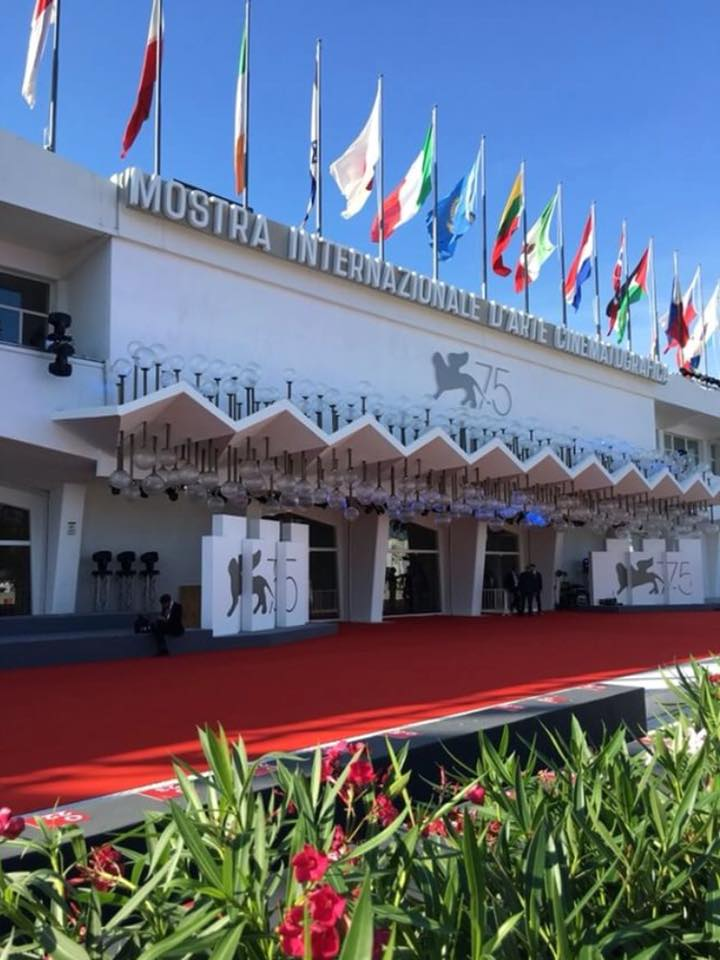
Entrada principal al Palau del Cinema durant el festival.

La 75a Mostra Internacional de Cinema de Venècia va tenir lloc del 29 d'agost al 8 de setembre de 2018. El director mexicà Guillermo del Toro fou nomenat President del jurat de la competició principal, mentre que Michele Riondino feia de mestressa de cerimònies. First Man, dirigida per Damien Chazelle, fou seleccionada per obrir el festival.,
El pòster del festival era fet per l'italià Lorenzo Mattotti, qui el va dissenyar de la manera "que atrau els ulls, que atrau el pensament, però sense revelar massa". El Lleó d'Or fou atorgat a la pel·lícula mexicana Roma, dirigida per Alfonso Cuarón.

## Jurat
Competició principal (Venezia 75)
- Guillermo del Toro, director mexicà (President)[7]
- Sylvia Chang, actriu, cantant, productora i directora taiwanesa
- Trine Dyrholm, actriu, compositora i cantant danesa
- Nicole Garcia, actriu, directora i guionista francesa
- Paolo Genovese, director i guionista italià
- Małgorzata Szumowska, directora, guionista i productora polonesa
- Taika Waititi, director, guionista i actor neozelandès
- Christoph Waltz, actor austríac
- Naomi Watts, actriu britànica

Horitzonts (Orizzonti)
- Athina Rachel Tsangari, realitzadora grega (president)
- Michael Almereyda, director i productor estatunidenc
- Frederic Bonnaud, periodista francès
- Mohamed Hefzy, productor egipci
- Alison Mclean, realitzadora canadenca
- Andrea Pallaoro, realitzadora italiana

Opera Prima Luigi De Laurentiis
- Ramin Bahrani, realitzador estatunidenc (president)
- Carolina Crescentini, actriu italiana
- Kaouther Ben Hania, realitzador tunisià
- Hayashi Kanako, artista japonès
- Gaston Solnicki, realitzador argentí

Venice Virtual Reality
- Susanne Bier, realitzadora danesa (president)
- Alessandro Baricco, guionista italià
- Clémence Poésy, actriu francesa

## Selecció oficial

### En competició
Les següents pel·lícules foren seleccionades per competir pel Lleó d'Or en la competició principal:
| Títol original                              | Director(s)                      | País de producció                          |
| ------------------------------------------- | -------------------------------- | ------------------------------------------ |
| Acusada                                     | Gonzalo Tobal                    | Argentina, Mèxic                           |
| At Eternity's Gate                          | Julian Schnabel                  | Estats Units, França                       |
| The Ballad of Buster Scruggs                | Joel Coen, Ethan Coen            | Estats Units                               |
| Capri-Revolution                            | Mario Martone                    | Itàlia, França                             |
| Frères ennemis                              | David Oelhoffen                  | França, Bèlgica                            |
| The Favourite                               | Yorgos Lanthimos                 | Regne Unit, Irlanda, Estats Units          |
| First Man                                   | Damien Chazelle                  | Estats Units                               |
| Zan 斬                                      | Shinya Tsukamoto                 | Japó                                       |
| The Mountain                                | Rick Alverson                    | Estats Units                               |
| Nuestro tiempo                              | Carlos Reygadas                  | Mèxic, França, Alemanya, Dinamarca, Suècia |
| Werk ohne Autor                             | Florian Henckel von Donnersmarck | Alemanya                                   |
| The Nightingale                             | Jennifer Kent                    | Austràlia                                  |
| Doubles vies                                | Olivier Assayas                  | França                                     |
| Peterloo                                    | Mike Leigh                       | Regne Unit, Estats Units                   |
| Roma                                        | Alfonso Cuarón                   | Mèxic                                      |
| The Sisters Brothers                        | Jacques Audiard                  | França, Bèlgica, Romania, Espanya          |
| Napszállta                                  | László Nemes                     | Hongria, França                            |
| Suspiria                                    | Luca Guadagnino                  | Itàlia                                     |
| 22 July                                     | Paul Greengrass                  | Estats Units                               |
| Vox Lux                                     | Brady Corbet                     | Estats Units                               |
| What You Gonna Do When the World's on Fire? | Roberto Minervini                | Itàlia, Estats Units, França               |

El títol il·luminat indica guanyador del Lleó d'Or.

### Fora de competició
Les següents pel·lícules foren exhibides "fora de competició":
| Ficció                  | Ficció                 | Ficció                                | Ficció |
| Títol original          | Director(s)            | País de producció                     |        |
| ----------------------- | ---------------------- | ------------------------------------- | ------ |
| A Star Is Born          | Bradley Cooper         | Estats Units                          |        |
| Una Storia Senza Nome   | Roberto Andò           | Itàlia, França                        |        |
| Driven                  | Nick Hamm              | Regne Unit, Estats Units, Puerto Rico |        |
| Les Estivants           | Valeria Bruni Tedeschi | França, Itàlia                        |        |
| L'amica geniale         | Saverio Costanzo       | Itàlia, Bèlgica                       |        |
| Mi obra maestra         | Gastón Duprat          | Argentina, Espanya                    |        |
| A Tramway in Jerusalem  | Amos Gitai             | Israel, França                        |        |
| Un Peuple et Son Roi    | Pierre Schoeller       | França, Bèlgica                       |        |
| La quietud              | Pablo Trapero          | Argentina                             |        |
| Dragged Across Concrete | S. Craig Zahler        | Canadà, Estats Units                  |        |
| Ying                    | Zhang Yimou            | R.P. de la Xina                       |        |

| No ficció                               | No ficció                           | No ficció                  | No ficció |
| Títol original                          | Director(s)                         | País de producció          |           |
| --------------------------------------- | ----------------------------------- | -------------------------- | --------- |
| 1938 Diversi                            | Giorgio Treves                      | Itàlia                     |           |
| A Letter to a Friend in Gaza            | Amos Gitai                          | Israel                     |           |
| American Dharma                         | Errol Morris                        | Estats Units, Regne Unit   |           |
| Aquarela                                | Victor Kossakovsky                  | Regne Unit, Alemanya       |           |
| Carmine Street Guitars                  | Ron Mann                            | Canadà                     |           |
| El Pepe: Una Vida Suprema               | Emir Kusturica                      | Argentina, Uruguai, Sèrbia |           |
| Introduzione All'Oscuro                 | Gastón Solnicki                     | Argentina, Àustria         |           |
| ISIS, Tomorrow. The Lost Souls of Mosul | Francesca Mannocchi Alessio Romenzi | Itàlia, Alemanya           |           |
| Monrovia, Indiana                       | Frederick Wiseman                   | Estats Units               |           |
| Process                                 | Sergei Loznitsa                     | Països Baixos              |           |
| Ni De Lian                              | Tsai Ming-liang                     | Taiwan                     |           |

| Esdeveniments especials                         | Esdeveniments especials | Esdeveniments especials    | Esdeveniments especials |
| Títol original                                  | Director(s)             | País de producció          |                         |
| ----------------------------------------------- | ----------------------- | -------------------------- | ----------------------- |
| Il diario di angela - noi due cineasti (90 min) | Yervant Gianikian       | Itàlia                     |                         |
| They'll Love Me When I'm Dead (98 min)          | Morgan Neville          | Estats Units               |                         |
| The Other Side of the Wind (122 min)            | Orson Welles            | Estats Units, Iran, França |                         |

### Horitzons
Les següents pel·lícules foren seleccionades per la secció Horitzons (Orizzonti):
| Pel·lícules                   | Pel·lícules                       | Pel·lícules                         | Pel·lícules |
| Títol original                | Director(s)                       | País de producció                   |             |
| ----------------------------- | --------------------------------- | ----------------------------------- | ----------- |
| Sulla mia pelle               | Alessio Cremonini                 | Itàlia                              |             |
| Kraben Rahu                   | Phuttiphong Aroonpheng            | Tailàndia, França, R.P. de la Xina  |             |
| Soni                          | Ivan Ayr                          | Índia                               |             |
| Ózen                          | Emir Baigazin                     | Kazakhstan, Polònia, Noruega        |             |
| La noche de 12 años           | Álvaro Brechner                   | Espanya, Argentina, Uruguai, França |             |
| Deslembro                     | Flavia Castro                     | Brasil, França, Qatar               |             |
| Anons                         | Mahmut Fazil Coşkun               | Turquia, Bulgària                   |             |
| Un giorno all'improvviso      | Ciro D'Emilio                     | Itàlia                              |             |
| Charlie Says                  | Mary Harron                       | Estats Units                        |             |
| Amanda                        | Mikhaël Hers                      | França                              |             |
| Yom Adaatou Zouli             | Soudade Kaadan                    | Síria, Líban, França, Qatar         |             |
| L'Enkas                       | Sarah Marx                        | França                              |             |
| Tchelovek kotorij udivil vseh | Natasha Merkulova, Aleksey Chupov | Rússia, Estònia, França             |             |
| Kucumbu Tubuh Indahku         | Garin Nugroho                     | Indonèsia, Austràlia                |             |
| Hamchenan ke mimordam         | Mostafa Sayari                    | Iran                                |             |
| La profezia dell'armadillo    | Emanuele Scaringi                 | Itàlia                              |             |
| Stripped                      | Yaron Shani                       | Israel, Alemanya                    |             |
| Jinpa                         | Pema Tseden                       | R.P. de la Xina                     |             |
| Tel Aviv On Fire              | Same Zoabi                        | Luxemburg, França, Israel, Bèlgica  |             |

| Competició de curtmetratges     | Competició de curtmetratges | Competició de curtmetratges | Competició de curtmetratges |
| Títol original                  | Director(s)                 | País de producció           |                             |
| ------------------------------- | --------------------------- | --------------------------- | --------------------------- |
| Kado                            | Aditya Ahmad                | Indonèsia                   |                             |
| Staircase                       | Mohsen Banihashemi          | Iran                        |                             |
| L'été et tout le reste          | Sven Bresser                | Països Baixos               |                             |
| Gli anni                        | Sara Fgaier                 | Itàlia, França              |                             |
| Manila Is Full of Men Named Boy | Andrew Stephen Lee          | Filipines, Estats Units     |                             |
| Leoforos Patision               | Thanasis Neofotistos        | Grècia                      |                             |
| Los bastardos                   | Tomas Posse                 | Argentina                   |                             |
| All Inclusive                   | Corina Schwingruber Ilić    | Suïssa                      |                             |
| Sex, strakh i gamburgery        | Eldar Shibanov              | Kazakhstan                  |                             |
| Ninfe                           | Isabella Torre              | Itàlia                      |                             |
| Na li                           | Yang Zhengfan               | R.P. de la Xina, França     |                             |
| Strano telo                     | Dušan Zorić                 | Sèrbia                      |                             |

| Curtmetratges – Fora de competició | Curtmetratges – Fora de competició | Curtmetratges – Fora de competició | Curtmetratges – Fora de competició |
| Títol original                     | Director(s)                        | País de producció                  |                                    |
| ---------------------------------- | ---------------------------------- | ---------------------------------- | ---------------------------------- |
| Blu                                | Massimo D'Anolfi, Martina Parenti  | Itàlia                             |                                    |

El títol il·luminat indica el guanyador del Premi Horitzons a la millor pel·lícula i millor documental respectivament.

### Clàssics de Venècia
Es va projectar en aquesta secció la següent selecció de pel·lícules clàssiques i documentals restaurats:
| Pel·lícules restaurades                   | Pel·lícules restaurades          | Pel·lícules restaurades      | Pel·lícules restaurades |
| Títol original                            | Director(s)                      | País de producció            |                         |
| ----------------------------------------- | -------------------------------- | ---------------------------- | ----------------------- |
| Adieu Philippine (1962)                   | Jacques Rozier                   | França, Itàlia               |                         |
| Voskhozhdeniye (1976)                     | Larissa Xepitko                  | Rússia                       |                         |
| Khesht o Ayeneh (1964)                    | Ebrahim Golestan                 | Iran                         |                         |
| Morte a Venezia (1971)                    | Luchino Visconti                 | Itàlia, França, Estats Units |                         |
| Der Golem – Wie er in die Welt kam (1920) | Paul Wegener                     | Alemanya                     |                         |
| Il posto (1962)                           | Ermanno Olmi                     | Itàlia                       |                         |
| The Killers (1946)                        | Robert Siodmak                   | Estats Units                 |                         |
| The Killers (1964)                        | Don Siegel                       | Estats Units                 |                         |
| L'Année dernière à Marienbad (1961)       | Alain Resnais                    | França, Itàlia               |                         |
| Koi ya koi nasuna koi (1962)              | Tomu Uchida                      | Japó                         |                         |
| The Naked City (1948)                     | Jules Dassin                     | Estats Units                 |                         |
| La notte di San Lorenzo (1982)            | Paolo Taviani i Vittorio Taviani | Itàlia                       |                         |
| Il portiere di notte (1974)               | Liliana Cavani                   | Itàlia                       |                         |
| Nothing Sacred (1937)                     | William A. Wellman               | Estats Units                 |                         |
| El lugar sin límites (1977)               | Arturo Ripstein                  | Mèxic                        |                         |
| Some Like It Hot (1959)                   | Billy Wilder                     | Estats Units                 |                         |
| Akasen chitai (1956)                      | Kenji Mizoguchi                  | Japó                         |                         |
| They Live (1988)                          | John Carpenter                   | Estats Units                 |                         |

| Documentals sobre cinema                         | Documentals sobre cinema              | Documentals sobre cinema | Documentals sobre cinema |
| Títol original                                   | Director(s)                           | País de producció        |                          |
| ------------------------------------------------ | ------------------------------------- | ------------------------ | ------------------------ |
| The Great Buster: A Celebration                  | Peter Bogdanovich                     | Estats Units             |                          |
| Women Make Film: A New Road Movie Through Cinema | Mark Cousins                          | Regne Unit               |                          |
| Humberto Mauro                                   | André Di Mauro                        | Brasil                   |                          |
| Living the Light – Robby Müller                  | Claire Pijman                         | Països Baixos, Alemanya  |                          |
| 24/25 Il fotogramma in più                       | Giancarlo Rolandi, Federico Pontiggia | Itàlia                   |                          |
| Nice Girls Don't Stay For Breakfast              | Bruce Weber                           | Estats Units             |                          |
| Friedkin Uncut                                   | Francesco Zippel                      | Itàlia                   |                          |

El títol il·luminat indica els premis a la millor pel·lícula restaurada i al millor documental sobre cinema respectivament.

### Sconfini
Les següents pel·lícules foren seleccionades per la secció Sconfini:
| Títol original                  | Director(s)        | País de producció |
| ------------------------------- | ------------------ | ----------------- |
| Blood Kin                       | Ramin Bahrani      | Estats Units      |
| Il banchiere anarchico          | Giulio Base        | Itàlia            |
| Il ragazzo più felice del mondo | Gipi               | Itàlia            |
| Arrivederci Saigon              | Wilma Labate       | Itàlia            |
| The Tree of Life                | Terrence Malick    | Estats Units      |
| L'heure de la sortie            | Sébastien Marnier  | França            |
| Magic Lantern                   | Amir Naderi        | Estats Units      |
| Camorra                         | Francesco Patierno | Itàlia            |

## Seccions autònomes

### Setmana de la Crítica del Festival de Cinema de Venècia
Les següents pel·lícules foren exhibides com en competició per la 33a Setmana de la Crítica
| Títol                       | Director                       | País              |
| --------------------------- | ------------------------------ | ----------------- |
| aKasha                      | Hajooj Kuka                    | Sudan Sud-àfrica  |
| Adam & Evelyn               | Andreas Goldstein              | Alemanya          |
| Bêtes blondes               | Alexia Walther i Maxime Matray | França            |
| Lissa ammetsajjel           | Saeed Al Batal i Ghiath Ayoub  | Síria Líban       |
| M                           | Anna Eriksson                  | Finlàndia         |
| Saremo giovani e bellissimi | Letizia Lamartire              | Itàlia            |
| Ti imaš noć                 | Ivan Salatić                   | Montenegro Sèrbia |
| Tumbbad?                    | Rahi Anil Barve i Adesh Prasad | Índia             |
| Dachra                      | Abdelhamid Bouchnak            | Tunísia           |

### Dies de Venècia
Les següents pel·lícules foren seleccionades per la 15a edició de la secció autònoma Dies de Venècia (Giornate degli Autori):
| Títol                      | Director                        | País                     |
| -------------------------- | ------------------------------- | ------------------------ |
| Pearl                      | Elsa Amiel                      | Suïssa França            |
| C'est ça l'amour           | Claire Burger                   | França                   |
| Ville Neuve                | Félix Dufour-Laperrière         | Canadà                   |
| Mafak                      | Bassam Jarbawi                  | Palestina                |
| Continuer                  | Joachim Lafosse                 | Bèlgica                  |
| José                       | Li Cheng                        | Guatemala                |
| Domingo                    | Clara Linhart i Fellipe Barbosa | Brasil                   |
| Ricordi?                   | Valerio Mieli                   | Itàlia                   |
| Joy                        | Sudabeh Mortezai                | Àustria                  |
| Les tombeaux sans noms     | Rithy Panh                      | Cambodja                 |
| Three Adventures of Brooke | Yuan Qing                       | R.P. de la Xina Malàisia |
| Emma Peeters               | Nicole Palo                     | Bèlgica França           |

### Venice Virtual Reality
En concurs - Interactiu
- Make Noise, de May Abdalla ( Regne Unit)
- The Unknown Patient, de Michael Beets ( Austràlia)
- Buddy VR, de Chuck Chae ( Corea del Sud)
- Umami, de Landia Egal ( França)
- Eclipse, d'Astruc Jonathan i Favre Aymeric ( França)
- The Horrifically Virtual Reality, de Marie Jourdren ( França)
- Spheres, d'Eliza McNitt ( França)
- A Discovery of Witches - Hiding in Plain Sight, de Kim-Leigh Pontin ( Regne Unit)
- The Roaming - Wetlands, de Mathieu Pradat ( França,  Regne Unit,  Bèlgica)
- Kobold, de Max Sacker i Ioulia Isserlis ( Alemanya)
- Awavena, de Lynette Wallworth ( Estats Units,  Brasil,  Austràlia)

En concurs - Lineare
- Even In The Rain, de Lindsay Branham ( Estats Units,  República Centreafricana)
- Trail Of Angels, de Kristina Buozyte ( Lituània,  Bèlgica)
- X-Ray Fashion, de Francesco Carrozzini ( Estats Units,  Dinamarca,  Índia)
- Half Life VR - Short Version, de Robert Connor ( Suècia)
- Crow: The Legend, de Eric Darnell ( Estats Units)
- Age Of Sail, de John Kahrs ( Estats Units)
- Mindpalace, de Carl Krause i Dominik Stockhausen ( Alemanya)
- Ballavita, de Gerda Leopold ( Àustria,  Alemanya)
- Borderline, de Assaf Machnes ( Israel,  Regne Unit)
- Shennong: Taste Of Illusion, de Mi Li i Wang Zheng ( R.P. de la Xina)
- The Great C, de Steve Miller ( Canadà)
- L'Ile Des Morts, de Benjamin Nuel ( França)
- Home After War, de Gayatri Parameswaran i Felix Gaedtke ( Iraq,  Alemanya,  Estats Units)
- Made This Way: Redefining Masculinity, de Elli Raynai i Irem Harnak ( Canadà)
- Lucid, de Pete Short ( Alemanya,  Austràlia)
- The Last One Standing VR, de Wang Jiwen i Liu Yang ( R.P. de la Xina)
- Fresh Out, de Wey Sam e Tao Fangchao ( R.P. de la Xina,  Estats Units)
- 1943: Berlin Blitz, de David Whelan ( Irlanda,  Regne Unit)
- Rooms, de Christian Zipfel ( Alemanya)

Fora de concurs - Best of VR - Interactiu
- VR_I, de Gilles Jobin, Caecilia Charbonnier e Sylvain Chagué ( Suïssa)

Fora de concurs - Best of VR - Lineare
- Battlescar, de Nico Casavecchia e Martin Allias ( França,  Estats Units)
- Arden's Wake: Tide's Fall, de Eugene YK Chung ( Estats Units)
- Ghost In The Shell: Virtual Reality Diver, de Higashi Hiroaki ( Japó
- Isle Of Dogs: Behind The Scenes (In Virtual Reality), de Paul Raphael i Felix Lajeunesse ( Canadà,  Regne Unit,  Estats Units)
- Tales Of Wedding Rings VR, de Sou Kaei ( Japó)

Fora concurs - Biennale College Cinema - VR lineare
- In The Cave, de Ivan Gergolet ( Itàlia)
- Elegy, de Marc Guidoni ( França)
- Metro Veinte: Cita Ciega, de Maria Belen Poncio ( Argentina)
- Floodplain, de Deniz Tortum ( Turquia)

## Premis

### Selecció oficial
Els següents premis de la Selecció Oficial foren presentats en la 75a edició:
En Competició
- Lleó d'Or: Roma de Alfonso Cuarón
- Gran Premi del Jurat: The Favourite de Yorgos Lanthimos
- Lleó d'Argent: The Sisters Brothers de Jacques Audiard
- Copa Volpi a la millor actriu: Olivia Colman per The Favourite
- Copa Volpi al millor actor: Willem Dafoe per At Eternity's Gate
- Premi al millor guió: The Ballad of Buster Scruggs de Joel i Ethan Coen
- Premi Especial del Jurat: The Nightingale de Jennifer Kent
- Premi Marcello Mastroianni: Baykali Ganambarr per The Nightingale

Horitzons (Orizzonti)
- Millor pel·lícula: Kraben Rahu de Phuttiphong Aroonpheng
- Millor director: Ózen de Emir Baigazin
- Premi especial del jurat: The Announcement de Mahmut Fazil Coşkun
- Millor actriu: Natalia Kudryashova per The Man Who Surprised Everyone
- Millor actor: Kais Nashef per Tel Aviv On Fire
- Millor guió: Jinpa de Pema Tseden
- Premi Horitzons al millor curtmetratge: A Gift de Aditya Ahmad

Lleó del Futur
- Premi Luigi De Laurentiis a la pel·lícula de debut: The Day I Lost My Shadow de Soudade Kaadan

Premi Venezia Classici
- Millor documental sobre cinema: The Great Buster: A Celebration de Peter Bogdanovich
- Millor pel·lícula restaurada: La notte di San Lorenzo de Paolo Taviani i Vittorio Taviani

Premis especials
- Lleó d'Or per tota una carrera: David Cronenberg i Vanessa Redgrave[14][15]

### Seccions autònomes
Els següents premis oficials i col·laterals foren concedits a pel·lícules de les seccions autònomes:
Setmana dels Crítics de Cinema Internacional de Venècia
- Premi Sun Film Group Audience: Still Recording de Saeed Al Batal i Ghiath Ayoub
- Premi Verona Film Club: Blonde Animals de Maxime Matray i Alexia Walther
- Premi Mario Serandrei – Hotel Saturnia a la millor contribució tècnica: Still Recording de Saeed Al Batal i Ghiath Ayoub

Dies de Venècia
- Premi SIAE: Mario Martone per la seva carrera artística i la seva darrera pel·lícula, Capri-Revolution[17]
- Premi GdA Director's: Real Love de Claire Burger[18]
- Premi BNL People's Choice: Ricordi? de Valerio Mieli[19]
- Premi Europa Cinemas Label: Joy de Sudabeh Mortezai[20]
- Premi Hearst Film: Joy de Sudabeh Mortezai[21]

### Altres premis col·laterals
Els següents premis col·laterals foren concedits a pel·lícules de la selecció oficial:
- Premi Arca CinemaGiovani:
  - Millor pel·lícula italiana: Capri-Revolution de Mario Martone
  - Millor pel·lícula Venezia 75: Werk ohne Autor de Florian Henckel von Donnersmarck
- Premi Brian: Sulla mia pelle d'Alessio Cremonini (Horitzons)
- Premi Enrico Fulchignoni – CICT-UNESCO: El Pepe: Una Vida Suprema d'Emir Kusturica (Out of competition)
- Premi FEDIC (Federazione Italiana dei Cineclub): Sulla mia pelle d'Alessio Cremonini

Menció especial: Ricordi? de Valerio Mieli (Dies de Venècia)
Menció FEDIC Il Giornale del Cibo: I villani de Daniele De Michele (Dies de Venècia)
- Premi FIPRESCI:
  - Millor pel·lícula (competició principal): Napszállta de László Nemes
  - Millor pel·lícula (altres seccions): Still Recording de Saeed Al Batal i Ghiath Ayoub (Setmana Internacional de la Crítica)
- Premi Gillo Pontecorvo (millor co-producció en una pel·lícula de debut): The Road Not Taken de Tang Gaopeng
- Premi Green Drop: At Eternity's Gate de Julian Schnabel
- Premi Lanterna Magica (CGS): Amanda de Mikhael Hers (Horitzons)
- Premi Leoncino d'Oro Agiscuola per il Cinema: Werk ohne Autor de Florian Henckel von Donnersmarck
  - Premi Cinema per UNICEF: What You Gonna Do When the World's on Fire? de Roberto Minervini
- Lleó Queer: Josè de Li Cheng (Dies de Venècia)[23]
- Premi SIGNIS: Roma d'Alfonso Cuarón

Menció especial: 22 July de Paul Greengrass
- C. Smithers Foundation Award – CICT-UNESCO: A Star Is Born de Bradley Cooper

Menció especial: The Mountain de Rick Alverson
- Premi Robert Bresson: Liliana Cavani[24]
- Premi Franca Sozzani: Salma Hayek
- Premi Campari Passió pel Cinema: Bob Murawski per The Other Side of the Wind
- Premi Pietro Bianchi: Carlo Verdone
- Premi Fondazione Mimmo Rotella: Julian Schnabel i Willem Dafoe per At Eternity's Gate[25]